# 奥彭海姆
奥彭海姆（德語：Oppenheim，發音：[ˈɔpn̩haɪm] ⓘ）是德国莱茵兰-普法尔茨州美因茨-宾根县的城市，面积7.1平方千米，2023年12月31日人口为7,535人。